# Henk Gemser
Hendrik Minne (Henk) Gemser (Berlikum, 6 april 1940) is een voormalig Nederlands langebaanschaatser en trainer van de kernploeg. Gemser was de Nederlandse chef de mission voor de Olympische Winterspelen 2010 in Vancouver.
Gemser werd geboren in Berlikum en groeide op in Franeker.

## Biografie
Op zijn achttiende ging Gemser naar de sportacademie voor lichamelijke opvoeding (ALO) in Amsterdam. Hij specialiseerde zich daar vooral in atletiek, de sport die destijds zijn voorkeur had. Zijn specialisatie binnen de atletiek lag op de afstanden van 200 tot 800 meter. Hij beoefende echter ook een groot aantal andere sporten zoals zwemmen, zeilen, wielrennen en schaatsen. Na deze sportacademie ging hij in militaire dienst en werd hij opgeleid tot sportofficier.

### Schaatser
Gemser was tijdens zijn jongere jaren een zeer verdienstelijk schaatser. Op de langebaan kon hij goed uit de voeten. Het was echter een andere prestatie waar hij vaker aan herinnerd wordt. In 1963 was hij een van de zeer weinige toerrijders die de legendarische Elfstedentocht wist uit te rijden. Henk Gemser kwam na een helse tocht  een kwartier voor sluitingstijd aan in Leeuwarden. Omdat hij vreesde dat hij bij Oudkerk van het ijs zou worden gehaald, heeft hij daar een korte lift gekregen in een auto. Na de finish is hij teruggegaan naar Oudkerk om het betreffende stukje alsnog op de schaats af te leggen.

### (Bonds)coach en commentator
Na zijn opleiding tot sportofficier werd hij bondscoach van de kernploeg. Eerst werd hij trainer van vrouwenploeg van Jong Oranje, met onder meer Froukje Jongsma. Hierna maakte hij de overstap naar de sprintkernploeg (1976-1979). In 1979 werd hij op staande voet ontslagen, omdat hem werd verweten dat hij weinig taktisch met Miel Govaert en Sies Uilkema zou zijn omgegaan. Nadat de Nederlandse schaatsers zeer slecht hadden gepresteerd op de Olympische Winterspelen 1984 in Sarajevo werd hij weer gevraagd als bondscoach van de gezamenlijke allround/sprint kernploeg. In deze ploeg zaten schaatsers als Jan Ykema, Geert Kuiper, Hein Vergeer en Frits Schalij. Zijn grootste succes had hij in deze functie tijdens de Olympische Winterspelen 1998 in Nagano. Daar haalden zijn rijders Ids Postma op de 1000 meter en Gianni Romme op de 5000 en 10.000 meter een gouden medaille. In 2000 ontstond er een nieuwe breuk, ditmaal met Carl Verheijen.
Na zijn periode als bondscoach werkte Gemser als commentator bij schaatswedstrijden voor de NOS.

## Trivia
Gemser speelde een kleine rol in de terugkeer van de ontvoerde Arjan Erkel. Gemser kwam in contact met de ouders van Erkel en heeft via zijn voormalige schaatspupil Vadim Sajoetin, die de buurman was van een voormalig KGB-agent, geprobeerd informatie te achterhalen over de verblijfplaats van Erkel. De buurman van Sajoetin, Valentin Velichko, was voorzitter van de stichting Veteranen van de Buitenlandse Inlichtingendienst. Gemser benaderde zelfs voetballer Johan Cruijff om via een advertentie van Cruijff (met foto en handtekening) in diverse Russische dagbladen aandacht te vragen voor de ontvoering van Erkel.
- International Standard Name Identifier: 0000 0003 6918 5093
- Nederlandse Thesaurus van Auteursnamen: 073209082
- Virtual International Authority File: 288277725
- WorldCat: E39PBJdCmHmDKBpc7qj6dvdJDq